# Писаревка (Задонский район)
Писаревка — деревня в Задонском районе Липецкой области России. Входит в состав Ольшанского сельсовета.

## История
Деревня начинает упоминаться начиная с XIX века. Название связано с фамилией бывших владельцев.

## Географическое положение
Деревня расположена на Среднерусской возвышенности, в южной части Липецкой области, в южной части Задонского района, на правом берегу реки Кобылья Снова. Расстояние до районного центра (города Задонска) — 19 км. Абсолютная высота — 125 метров над уровнем моря. Ближайшие населённые пункты — деревня Заря, деревня Алексеевка, деревня Новопокровка, село Ольшанец, посёлок Освобождение, село Дегтевое, село Сцепное.

## Население
| 2010 |
| ---- |
| 19   |

По данным Всероссийской переписи, в 2010 году численность населения деревни составляла 19 человек (9 мужчин и 10 женщин).